# Сальвадор Санчес Барбудо
Сальвадор Санчес Барбудо (ісп. Salvador Sánchez Barbudo, нар. 14 березня, 1857, Херес де ла Фронтера, Кадіс, Іспанія — пом. 28 листопада, 1917, Рим, Італія) — іспанський художник, представник академізму.

## Життєпис
Народився в Херес де ла Фронтера, на півдні Іспанії в провінції Кадіс. Мав брата (Альфонсо Санчес Барбудо).
Початкову освіту отримав в рідному селищі. У віці 19 років перебрався у місто Севілья, аби навчатись в художній школі. 1878 року прибув у Мадрид, де навчався чотири роки. Брав участь у Національній виставці образотворчих мистецтв, де отримав бронзову медаль.
Завдяки підтримці мецената Хосе Хуана Фернандеса де Вильявісенсіо перебрався для удосконалення майстерності у Рим. Серед друзів митця — художник Хосе Вільєгас, художня манера котрого вплинула на творчість і техніку Санчеса Барбудо.
В Римі розробляв модні сюжети з життя аристократів і князів церкви минулих століть, трактуючи їх в побутовому жанрі. Історичні сценки з кардиналами та шляхетними дамами сприяли його популярності, бо нагадували твори французького художника Мейсоньє (1815–1891). Його картини мали попит серед новітніх багатіїв, ще не обтяжених культурою, серед них були багаті туристи з Німеччини та Великої Британії. Створив також декілька портретів на замовлення.
Сальвадор Санчес Барбудо одружився в Римі, узяв шлюб з Еленою Монічеллі. Практично все життя пройшло в Італії. Помер в Римі 28 листопада 1917 року.

## Вибрані твори
- «Дівчина в лісі»
- «Густаво Адольфо Беккер»
- «Концерт», Ермітаж[2]
- «Шлюбний контракт у 17 ст.»
- «Фехтування в 17 ст.»
- «Візит кардинала»
- «Гра арабських вершників»
- «Аудієнція для кардинала», Буенос-Айрес
- «Двобій Дон Кіхота з вітряками», Київ
- «Сцена з вистави «Гамлет»»
- «Молитва»
- «Енріке Мартінес О'Коннор», дипломат
- «Альфонсо Нейшулер», лікар-окуліст

## Галерея вибраних творів

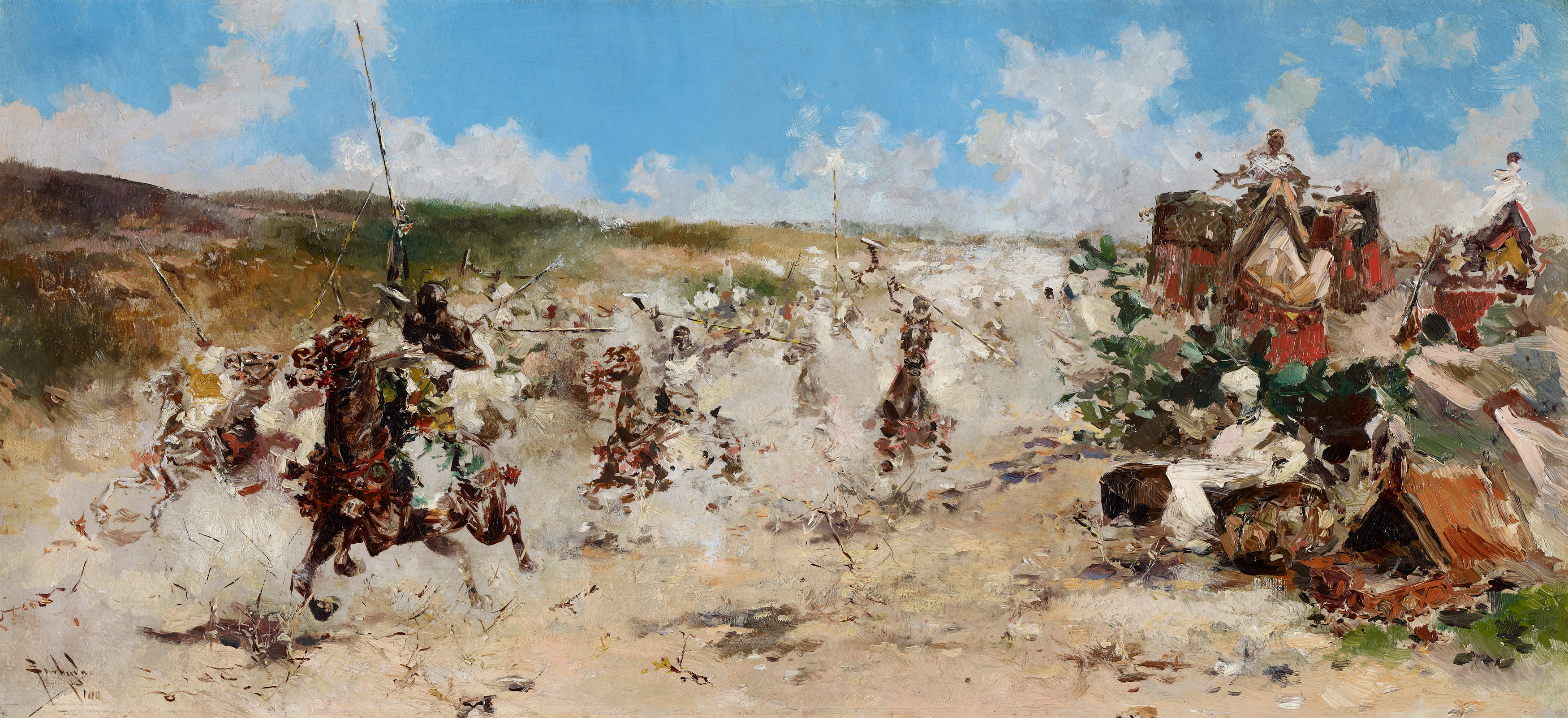
«Ігра арабських вершників»
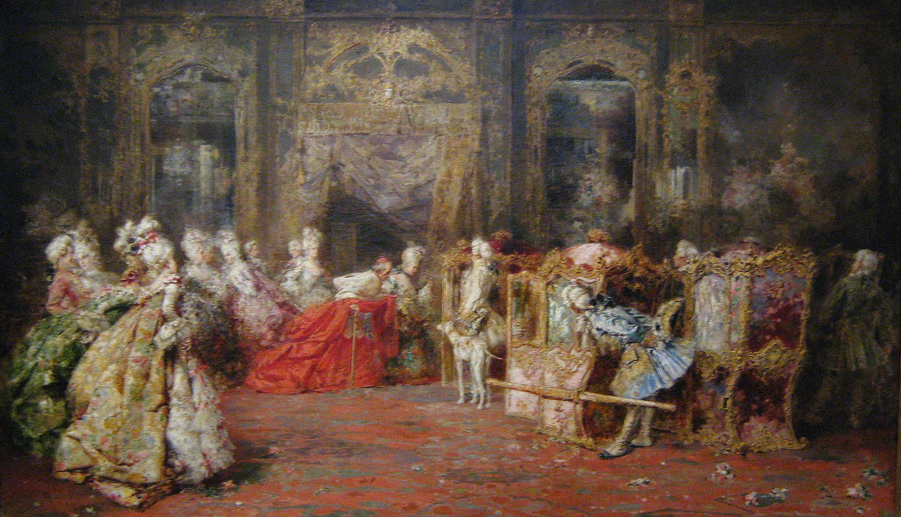
« Аудієнція для кардинала»